# Хорощ (гміна)
Гміна Хорощ (пол. Gmina Choroszcz) — місько-сільська гміна у східній Польщі. Належить до Білостоцького повіту Підляського воєводства.
Станом на 31 грудня 2011 у гміні проживало 14127 осіб.

## Територія
Згідно з даними за 2007 рік площа гміни становила 163.50 км², у тому числі:
- орні землі: 61.00%
- ліси: 17.00%

Таким чином, площа гміни становить 5.48% площі повіту.

## Населення
Станом на 31 грудня 2011:
| Опис     | Загалом | Загалом | Чоловіки | Чоловіки | Жінки | Жінки |
| -------- | ------- | ------- | -------- | -------- | ----- | ----- |
| одиниця  | осіб    | %       | осіб     | %        | осіб  | %     |
| все      | 14127   | 100     | 7057     | 49.95    | 7070  | 50.05 |
| міське   | 5732    | 100     | 2832     | 49.41    | 2900  | 50.59 |
| сільське | 8395    | 100     | 4225     | 50.33    | 4170  | 49.67 |

## Сусідні гміни
Гміна Хорощ межує з гмінами: Добжинево-Дуже, Кобилін-Божими, Лапи, Соколи, Тикоцин, Туроснь-Косьцельна, Юхновець-Косьцельни.